# Кун Цзя
Кун Цзя (спрощ.: 孔甲; кит. трад.: 孔甲; піньїнь: Kǒng Jiǎ) — чотирнадцятий правитель держави Ся, наступник свого батька Інь Цзя.

## Загальні відомості
Місце народження невідоме. Його батько, Інь Цзя, був попереднім володарем країни. Ім'я та походження матері невідомі.
Відповідно до Бамбукових анналів керував державою близько тридцяти одного року.
Жив і царював у створеній батьком столиці на березі річки Сіцзян.
На четвертому році правління він полював у горах Фу неподалік сучасного міста Дун'ян.
Він є творцем  Пісні Сходу  (东音), яку також називають Піснею зламаної сокири (破斧之歌).
Кун Цзя був дуже забобонним. Його єдиною пристрастю був алкоголь. З часом, династія Ся стала втрачати політичну могуть, васальні держави набували могутності.
При правлінні Кун Цзя держава Ся втратила одного з своїх шивейських васалів.
Син та спадкоємець трону: Ґао.